# Chrysodeixis subsidens
Espèce
Chrysodeixis subsidens est une espèce de lépidoptère de la famille des Noctuidae.
Il a une envergure de 30 mm.
Sa larve se nourrit sur les choux, canolas, solanacées et poirées.
On le trouve en Australie.

## Galerie

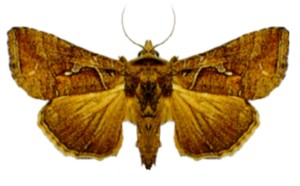